# Orthotomus
Orthotomus és un gènere d'ocells de la família dels cisticòlids (Cisticolidae). Les espècies d'aquest gènere es troben als tròpics del Vell Món, principalment a Àsia.

## Descripció
Són ocells petits, solen ser de colors brillants, amb les parts superiors verdes o grises i les parts inferiors grogues, blanques o grises. Sovint tenen el cap de color castany. Les ales són curtes i arrodonides, la cua curta, les potes fortes i el bec és llarg i corbat. La cua normalment es manté dreta, com el caragolet.
Reben el nom per la manera com construeixen el niu. Perforen les vores d'una fulla grossa i la cusen amb fibra vegetal o teranyina per formar un bressol on es construeix el niu d'herba.

## Distribució
Els Orthomus es distribueixen per la zona tropical principalment d'Àsia, normalment, es troben en boscos oberts, matolls i jardins.

## Taxonomia
Tot i que sovint es classificaven en dins dels sílvids (Sylviidae), investigacions recents suggereixen que probablement pertanyen als cisticòlids (Cisticolidae) i així són tractats com a tals per del Hoyo et al.
Dues espècies anteriorment incloses en aquest gènere, l'ocell sastre muntanyenc (Phyllergates cucullatus) i l'espècie germana, l'ocell sastre encaputxat (Phyllergates heterolaemus), van ser desplaçades al gènere dels cètids (Cettia).
Segons la Classificació del Congrés Ornitològic Internacional (versió 15.1, 2025) aquest gènere conté 13 espècies:
- Orthotomus sutorius - ocell sastre cuallarg.
- Orthotomus atrogularis - ocell sastre collnegre.
- Orthotomus chaktomuk - ocell sastre de Cambodja.
- Orthotomus castaneiceps - ocell sastre capbrú.
- Orthotomus chloronotus - ocell sastre dorsiverd.
- Orthotomus frontalis - ocell sastre front-rogenc.
- Orthotomus derbianus - ocell sastre de Luzon.
- Orthotomus sericeus - ocell sastre cua-rogenc.
- Orthotomus ruficeps - ocell sastre cendrós.
- Orthotomus sepium - ocell sastre de dors olivaci.
- Orthotomus cinereiceps - ocell sastre d'orelles blanques.
- Orthotomus nigriceps - ocell sastre capnegre.
- Orthotomus samarensis - ocell sastre de Samar.